# マンディンゴ
『マンディンゴ』（Mandingo）は、1975年のアメリカ合衆国の映画。 日本公開は1975年10月18日公開。2時間 7分

## 概要
リチャード・フライシャー監督が奴隷牧場を運営する一家の栄光と没落を描いた大作映画。奴隷制度をめぐって南北戦争が起きる約20年前の話である。原作は、カイル・オンストットの長篇小説『マンディンゴ』。続編にスティーヴ・カーヴァー監督の『ドラム』(Drum)'（1976年）がある。現代の目で見ると、一見歴史大作に見せかけた一種のブラックスプロイテーション映画と言える。
日本公開時のコピーは「アメリカ史上最大のタブー＜奴隷牧場＞に初めて挑んだ一千万部の超ベストセラー鮮烈の映画化！」。監督が暗に批判しているのは『風と共に去りぬ』で、米国のポスターもパロディになっていた。世界的にヒットしたが、ロジャー・イーバートは「これは人種差別的なクズだ」と言い捨て、「ニューヨーク・タイムズ」のヴィセント・キャンビーも「最悪の映画」「下品の一言」と書いた。モーリス・ジャールの音楽もミスマッチで監督の「この映画をウェディングケーキのように美しくロマンチックに描きたかった。でも近寄ってよく見るとケーキは腐ってウジだらけなんだ」という意図通りだった。クエンティン・タランティーノは「これはポール・バーホーベンの『ショーガール』と並ぶ、メジャー会社が大予算で作ったゲテモノ大作さ」と愛情を隠さなかったという。奴隷をめぐる問題作ながらDVDが売られ、レンタルもされている。

## ストーリー
ウォーレンとハモンドのマクスウェル父子は、ルイジアナ州のファルコンハーストプランテーションで奴隷の売買を生業にしていた。父のウォーレンの夢は、たくましい黒人種「マンディンゴ」を繁殖させること。農園にいるマンディンゴの娘ビッグ・パールとつがわせる良い男のマンディンゴを探し求めていた。リウマチに苦しむ父に代わり、ハモンドが奴隷農場を切り回していた。
ある日、ハモンドと従妹のブランチとの縁談が持ち上がる。「孫の顔を見るまで死ねない」というウォーレンの強い勧めもあり、ハモンドは彼女の兄のチャールズとともに彼らのウッドフォード農場へ向かう。
途中、知人の農場に泊まり、二人は若い黒人娘二人を当てがわれる。ハモンドは自分に充てがわれたエレンに愛しさと憐れみを憶え、優しく抱いた。また、立ち寄ったニューオリンズの奴隷市場で、若くたくましい純血マンディンゴのミードを競り落とす。ついに念願のマンディンゴを手に入れたことに、ハモンドは歓喜した。
ウッドフォード家でブランチに出会ったハモンドは結婚を申し込み、彼女を連れて帰途に就く。ところが、途中の宿で初夜を共にした際、ブランチが処女でないことに気づいてしまい、ブランチへの愛情が急に冷めていく。さらに、エレンがいた農場に立寄って彼女を買い取り、ミードとともに連れ帰った。
ウォーレンは、ハモンドが今回の旅で、嫁のブランチに加えてマンディンゴのミードをも手に入れたことを喜んだ。しかし、ハモンドはブランチへの疑いを捨て切れず、代わりにエレンを愛おしむようになる。そして愛を得られないことに苦しむブランチは酒に溺れた。ミードは鍛えられ、大事に扱われた。
やがてエレンはハモンドの子を妊娠する。しかし、ハモンド父子が外出している間に、エレンに嫉妬したブランチは彼女を鞭打ち、流産させてしまう。さらに、自暴自棄になったブランチは、ハモンドがエレンを連れて奴隷を売りに出かけているあいだに、ミードを部屋に引き入れ、「断ればレイプされたとハモンドに言う」と脅して強引に寝てしまう。
やがて、ビッグ・パールがミードとの子どもを出産する。無事に生まれた念願のマンディンゴの赤子を見て、マクスウェル父子は歓喜する。一方、ブランチも身ごもる。だが出産の日、助産婦が見たのは肌の黒い赤ん坊、つまりミードとの子だった。医師はその子を殺し、死産と告げる。だが、ハモンドはその子の死体を見てしまい、ブランチの不義を知ってしまう。ハモンドは医師から奴隷を殺すための薬をもらい、ワインに混ぜて怯えるブランチに飲ませた。
我を忘れたハモンドは銃を持ち出し、奴隷小屋に向かう。ミードに大鍋に湯を沸かすように命じると、煮えたぎる湯に入るように命令する。ミードが拒むと銃で撃ち、彼は大鍋の中に転げ落ちた。鍋から出ようともがくミードを、ハモンドが鋤で突いて鍋に押し戻す。この地獄のような光景を見て、傍らにいた黒人奴隷のメムは思わず銃を拾い、ハモンドに突きつけて止めるように懇願。テラスから見ていたウォーレンはメムの行動に激昂して怒鳴りつけたが、動転したメムはウォーレンを撃ち逃げ出した。
テラスに射し込む陽が届かない影の中に、ウォーレンの遺体と傍らで跪くハモンドの２人だけが残される。

## 登場人物
- ハモンド

若き奴隷農園主。6歳の時に落馬した後遺症でいつも足を引きずっている。南部の慣習に従って奴隷農場を厳しく管理するが、一方でヘレンに親身に振る舞うなど、彼なりの優しさを持ってもいる。「奴隷女の初めての夜の相手は主人がするもの」などの慣習に従い、何人もの女奴隷とセックスをし、子どもも産ませているがそのようなことを隠しもしない。
- ウォーレン

ハモンドの父の老農園主。家長として農園を監督するが、老いと病のため、実務はハモンドに任せている。医師から「リウマチは人に移せば治る」と聞いて、子どもの奴隷を足元に寝そべらせ、その上に素足を乗せて治療しようとした。
- ブランチ

ウッドフォード大佐の娘でハモンドの結婚相手。資金繰りに困った実家が借金と引き換えに自分を嫁に出したことや、兄のチャールズの自分への執心に嫌気がさし、早く家を出たいと願っていた。初夜の際、経験豊富なハモンドに処女でなかったことを見抜かれてしまい、以降冷たくあしらわれ酒に溺れるようになる。やがて寂しさとハモンドへの反抗心からミードをベッドに誘う。
- ミード

ハモンドがニューオリンズで落札した屈強なマンディンゴの黒人奴隷。力強く、性格も従順で、ハモンドに気に入られて大事に扱われた。女主人ブランチの強請に抗し切れず、彼女と何度か関係を持ってしまう。演じるノートンは、ヘビー級のプロボクサーでかつてモハメド・アリと戦って破ったことで名高い。
- エレン

ハモンドが見初めた女黒人奴隷。ハモンドに抱かれた際が初めての経験だったらしく、怯える様子がハモンドの憐れみを誘い、身請けされる。やがて彼女もハモンドを愛し、気遣うようになるが、ブランチの嫉妬を買ってしまい、激しい折檻を受けてハモンドとの子を流産させられた。
- ルクレツィア・ボルジア

農場に長く仕える女黒人奴隷。家事を取り仕切る。「女主人様がやってきた」とブランチの来訪を歓迎する。ブランチとミードの関係を知りながらマクスウェル父子に黙っていた。
- ビッグ・パール

以前からマクスウェル父子が所有していたマンディンゴの黒人娘。本人たちは知る由もないが実はミードと兄妹である。ハモンドは購入時の血統書を見てそれを知ったが、二人には黙って子どもを作らせた。
- アガメムノーン（メム）

農場で執事を務める黒人奴隷。シセロから文字の読み書きを習っているところを見つかり、逆さ吊りにされて鞭で打たれるという厳しい罰を受ける。奴隷としての境遇に不満を持っており、白人に優遇されるミードに皮肉を言う。一方で、ブランチがミードを部屋に呼びつけた際、危険な雰囲気を感じてミードを引き止めた。
- シセロ：

マクスウェル父子が所有していた反抗的な黒人奴隷。頭が良く、文字の読み書きができた。こっそりメムに読み書きを教える。彼は別の農場に売られたが、そこから逃亡を図る。皮肉にも捜索隊に加わっていたミードに発見されたために捕縛され、黒人の人間としての権利を訴え白人を呪いながら首をくくられた。

## キャスト
| 役名                   | 俳優                 | 日本語吹替                    |
| 役名                   | 俳優                 | テレビ朝日版                  |
| ---------------------- | -------------------- | ----------------------------- |
| ウォーレン             | ジェームズ・メイソン | 高橋昌也                      |
| ブランチ               | スーザン・ジョージ   | 山本嘉子                      |
| ハモンド               | ペリー・キング       | 堀勝之祐                      |
| アガメムノーン（メム） | リチャード・ウォード |                               |
| エレン                 | ブレンダ・サイクス   | 鷲尾真知子                    |
| ミード                 | ケン・ノートン       | 安藤茂樹                      |
| ルクレツィア・ボルジア | リリアン・ヘイマン   | 京田尚子                      |
| ドク・レッドフィールド | ロイ・ポール         |                               |
| ブラウンリー           | ポール・ベネディクト | 千葉耕市                      |
| チャールズ             | ベン・マスターズ     | 野島昭生                      |
| ウォレス               | レイ・スプルエル     | 池田勝                        |
| ヒヒ                   | アール・メイナード   |                               |
| 不明 その他            | N/A                  | 仲木隆司 田中康郎             |
| 日本語スタッフ         |                      |                               |
| 演出                   | 演出                 | 山田悦司                      |
| 翻訳                   | 翻訳                 | 進藤光太                      |
| 効果                   |                      |                               |
| 調整                   |                      |                               |
| 制作                   | 制作                 | ニュージャパンフィルム        |
| 解説                   | 解説                 | 淀川長治                      |
| 初回放送               | 初回放送             | 1978年7月9日 『日曜洋画劇場』 |

## 原作小説
- カイル・オンストット『マンディンゴ Ⅰ 鞭と愛撫』、『Ⅱ 墓とスープ』

小野寺健訳、河出書房新社、1968年、新版1975年 - イラストは和田誠、装丁は田中一光